# کیم اپلبی
کیم اپلبی (انگلیسی: Kim Appleby؛ زادهٔ ۲۸ اوت ۱۹۶۱) یک موسیقی‌دان اهل بریتانیا است. وی از سال ۱۹۸۵ میلادی تاکنون مشغول فعالیت بوده‌است.